# Lolavirus
Die Gattung Lolavirus umfasst derzeit nur ein Pflanzenvirus aus der Familie Alphaflexiviridae, das Lolium-Latenz-Virus mit (englisch Lolium latent virus, LoLV) mit Isolat US1. Der Gattungsname entstammt der Abkürzung für diese Virusart (Lola). Das 2008 charakterisierte Virus zeigte bei Sequenzanalysen und dem Aufbau seiner Genomstruktur eine Zuordnung zur Familie  Alphaflexiviridae (damals noch Flexiviridae genannt), jedoch war es von den anderen Gattungen der Familie deutlich verschieden, weshalb es in eine eigene monotypische Gattung Lolavirus eingeordnet wurde.

## Eigenschaften
Die unbehüllten Virionen des LoLV sind filamentös mit einer Länge von 640 nm und einem Durchmesser von etwa 13 nm. In der elektronenmikroskopischen Aufnahme erscheinen sie fast gerade, was die geringe Flexibilität der Virionen widerspiegelt. Das Virion besteht aus einem helikalen Kapsid, das aus zwei in gleichem molaren Verhältnis vorkommenden Kapsidproteinen (Cp) zusammengesetzt ist. Diese zwei Kapsidproteine (32 und 29 kDa) haben den gleichen C-Terminus, was auf zwei verschiedene Startcodons innerhalb des gleichen Offenen Leserahmens (ORF) schließen lässt.
In das Kapsid ist ein einziges lineares Molekül einer einzelsträngigen RNA mit positiver Polarität eingelagert. Beim einzigen bislang vollständig sequenzierten Isolat des Virus (LoLV USA/US1) hat die genomische RNA eine Länge von 7674 Nukleotiden. Im Genom befinden sich wahrscheinlich sechs verschiedene ORFs, wobei der größte Genabschnitt am 5'-Ende (196 Codons) der viralen Polymerase mit Abschnitten für eine Methyltransferase, Helikase und RNA-abhängige RNA-Polymerase zugeordnet werden kann.

## Biologische Bedeutung
Das LoLV infiziert über virushaltigen Pflanzensaft verschiedene Süßgräser besonders der Gattung Lolium aber auch einzelne Zweikeimblättrige Pflanzen wie Nicotiana benthamiana. In letzterem verursacht das LoLV eine lokal begrenzte oder systemisch über die gesamten oberirdischen Pflanzenteile ausgedehnte Mosaik-Krankheit. Das LoLV wurde in Gräsern aus West-Europa und Nordamerika nachgewiesen.